# 達達尼爾海峽
40°13′00″N 26°26′00″E / 40.216667°N 26.433333°E

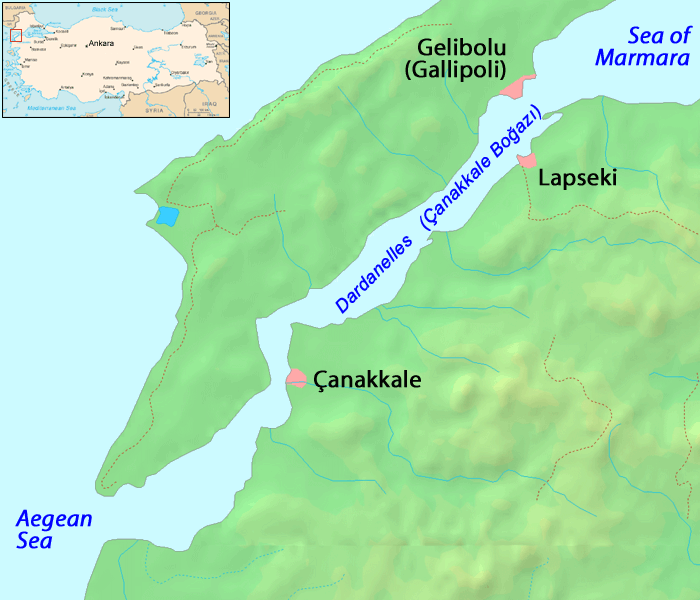
中間狹長水道為達達尼爾海峽

達達尼爾海峽（羅馬化：Dardanéllia），土耳其称恰纳卡莱海峡（土耳其語：Çanakkale Boğazı），古称赫勒斯滂/希臘本都（羅馬化：Ellíspontos），是连接马尔马拉海和愛琴海的海峡，属土耳其内海，也是亚洲和欧洲的分界线之一，常与马尔马拉海和博斯普鲁斯海峡并称土耳其海峡，並且是連接黑海以及地中海的唯一航道。
2022年3月18日，1915恰纳卡莱大桥建成通车，是第一座连接達達尼爾海峽两岸的跨海大桥。

## 地理

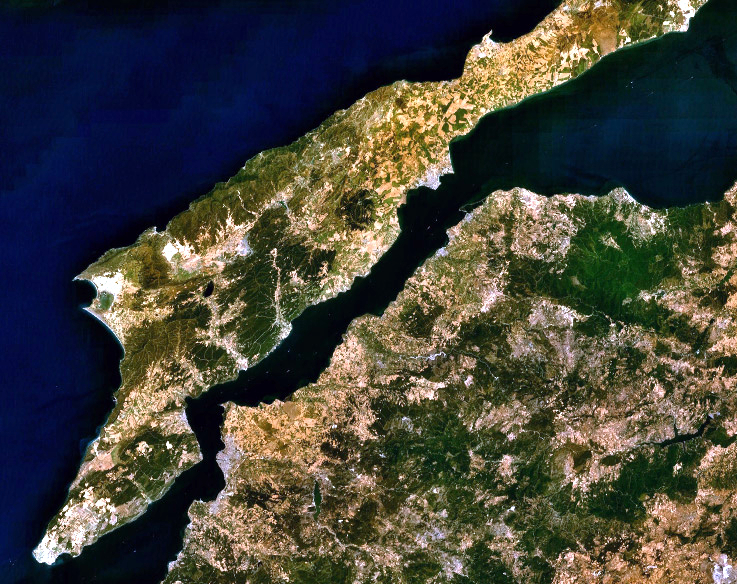
達達尼爾海峽的太空照片

达达尼尔海峡形状狭长，长约61公里，宽约1.2公里至6公里，平均深度55米，最深处82米。表层水自马尔马拉海流向爱琴海，底层存在一条逆向的潜流。东侧为亚洲大陆，西侧为加里波利半岛。

## 外部連結
- 维基共享资源上的相關多媒體資源：達達尼爾海峽